# 海珠区
海珠区（かいしゅく）は中国広東省広州市に位置する市轄区。

## 地理
珠江の下流域に位置する広州市の都心部にあり、水路に囲まれる島である。一帯には多数の渡り鳥及びシナジンコウ、ハナガメ、シマアオジ、Salanx chinensisなどの絶滅危惧種の動植物が生息しており、水路が多く、果樹園のアグロフォレストリーが発達している南東部の海珠湿地公園は2022年にラムサール条約登録地となった。

## 歴史
- 1950年 - 河南区として発足。
- 1960年 - 人民公社化による、河南区は海珠人民公社とも呼ばれている。その後、河南区から海珠区に改称された。

## 行政区画
2023年2月現在まで18街道を管轄する：
| 番号 | 街道名     | 番号 | 街道名     |
| ---- | ---------- | ---- | ---------- |
| 01   | 赤崗街道   | 10   | 沙園街道   |
| 02   | 新港街道   | 11   | 南石頭街道 |
| 03   | 昌崗街道   | 12   | 鳳陽街道   |
| 04   | 江南中街道 | 13   | 瑞宝街道   |
| 05   | 浜江街道   | 14   | 江海街道   |
| 06   | 素社街道   | 15   | 琶洲街道   |
| 07   | 海幢街道   | 16   | 南洲街道   |
| 08   | 南華西街道 | 17   | 華洲街道   |
| 09   | 竜鳳街道   | 18   | 官洲街道   |